# Актасты (Акмолинская область)
Актасты (каз. Ақтасты) — село в Аршалынском районе Акмолинской области Казахстана. Входит в состав Акбулакского сельского округа. Код КАТО — 113431180.

## География
Село расположено в южной части района, на расстоянии примерно 9 километров (по прямой) к югу от административного центра района — посёлка Аршалы, в 8 километрах к югу от административного центра сельского округа — села Акбулак.
Абсолютная высота — 423 метров над уровнем моря.
Ближайшие населённые пункты: село Турген — на востоке, село Берсуат — на юго-западе, село Акбулак — на севере. 
Восточнее села проходит автодорога республиканского значения — М-36 «Граница РФ (на Екатеринбург) — Алматы, через города Костанай, Астана, Караганда»   

## Население
В 1989 году население села составляло 462 человека (из них русские — 32%, немцы — 22%).

В 1999 году население села составляло 360 человек (170 мужчин и 190 женщин). По данным переписи 2009 года, в селе проживало 259 человек (132 мужчины и 127 женщин).
| Численность населения | Численность населения | Численность населения |
| 1989                  | 1999                  | 2009                  |
| --------------------- | --------------------- | --------------------- |
| 462                   | ↘360                  | ↘259                  |

## Улицы[5]
- ул. Бирлик
- ул. Наурыз